# 北部社区高中
北部社区高中（英語：North Community High School）又称明尼阿波利斯北中（英語：Minneapolis North），是美国明尼苏达州明尼阿波利斯的一所四年制公立高级中学，有逾120年历史，主要建筑均位于明尼阿波利斯北部地区。北中一度以犹太裔学生为主，至1982年，学校周边地区居民大部分已經為非裔美国人。学校通过如磁铁学校一类方案努力废除种族隔离制度，试图吸引来自波尼阿波利斯市区及附近郊区的学生。北校所处地区还一直有贫困和犯罪率高的坏名声。
从20世纪80年代开始，北中以其成功的男生和女生篮球队而闻名。两支球队都参加了多场州锦标赛并拿下过州冠军。北中提供了多个大学预科班并经营着明尼阿波利斯公立学校的广播电台KBEM-FM。由于学生的总体成绩欠佳，学校被称之为“辍学工厂”，还有一位明尼阿波利斯市议会议员建议放把火将这所学校给烧了算了。

## 历史
北中曾先后在4所相互分隔的不同建筑中办学，1888年创立时只有三个年级，第一个班于1891年毕业。由于原有的建筑太过狭小，于是学校在另一处地点新建了一座小楼并于1896年正式投入使用。但1913年6月18日的一场火灾将小楼基本夷平，之后重建的楼则在1914年投入使用。这以后学校还分别在1921年、1923年和1939年各新增了一处办学地点。1963年，学校原有的教学建筑被认为“需要进行彻底的整修和现代化改造来满足现今的安全、健康和教育”标准，才能“在今后相当长的一段时间里由明尼阿波利斯公立学校系统保留作为辅助教育设施”。这里充满了文化气息和许多校友的回忆，他们回到北高时，总是会产生出一种回到了家里的感觉，许多人的生活也由于北高而变得更加美好，因此对这样的整修也是有人欢喜，有人惆怅。1964年，通过公民投票，明尼阿波利斯将通过发行债券获得的1800万美元资金中的相当一部分用来为北中在新地点建起一座新教学楼，这笔资金还资助了明尼阿波利斯的另外多所公立学校。北中新楼于1973年建成并投入使用，被形容为“类似一个有少许几扇窗户的巨大碉堡，白天两扇大门通常从外边锁死，防止不速之客以及外墙被人涂鸦”；还有人形容该楼是“围绕着一个庭院的一系列砖头盒子”，“不能与社区存在良好的互动”。如今这座建筑成了一个成人教育场所，为未成年母亲提供教育，并且还是另一个名为邓伍迪学院的独立特许学校所在地。

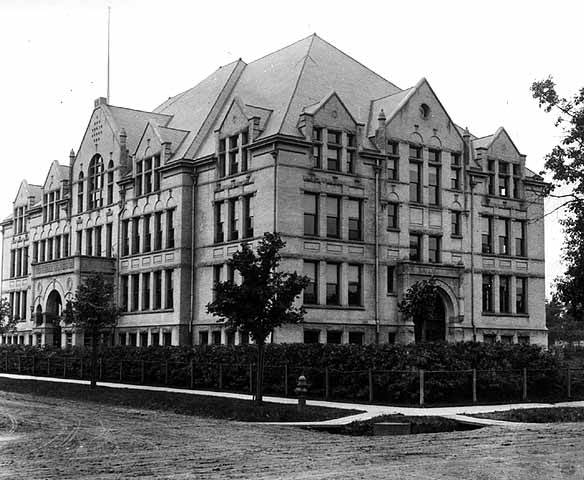
北中的第二幢教学楼（1896至1913年）

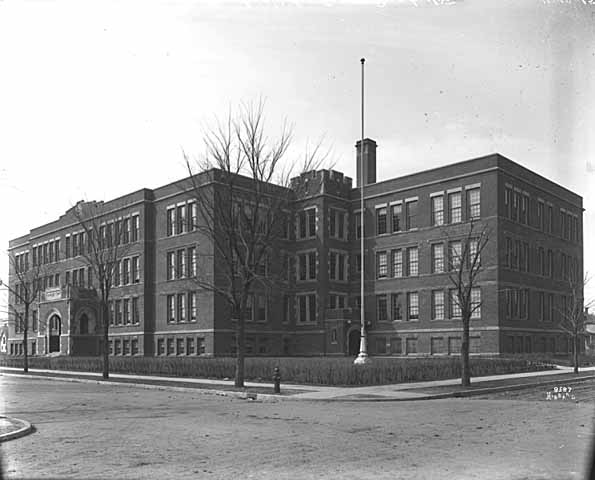
第三栋教学楼（1914至1973年）是在前一栋楼的同一地址上建起来的

随着周边居住人群逐渐发生变化，明尼阿波利斯北中也有了相应的变更。在1920至1930年代，北部地区主要是明尼阿波利斯犹太人口的聚居地，1936年时几乎一半的学生都是犹太人。自那以后，北部地区逐渐过渡成明尼阿波利斯的一个多元化，且拥有法院拍卖房屋比例最高的区域。北中也曾是一所生源庞大的学校，1931年时学生人数一度超过2800人。如今这里有了更多的学校可供居民们选择，结果北部地区仅有约半数孩童选择在北中这类本地学校就读。公开招生已经导致北中入学学生人数从1143人暴跌至2004到2005学年的265人。2010年10月11日，明尼阿波利斯公立学校总监伯纳德亚·约翰逊向地方教育委员会建议从2011至2012学年开始逐步取消北部社区高中。

## 学术
报名北中就读的学生将选择加入三个小型学习社区之一，这里提供有各种学习班，或是集中在一个特定主题，或是关注培养某种兴趣，学生毕业前都将是其学习社区的一分子，这三个学习社区分别是：艺术与媒体，信息技术、工程、计算机和建筑，以及一个名叫“Summatech”的大学预科课程。
北中提供法语和西班牙语教学，有8种不同的大学先修课程可供选择，并且正在开发一个国际文凭组织认证的文凭课程。近年来，北中学生在州标准化测试中表现欠佳，其中2006至2007学年仅有29.3%的学生可以熟练阅读，仅8.61%的学生精通数学。与当地其它学校相比，北中的毕业率也一直较低，仅为48%，许多就读的女性已经有了一个或多个孩子。
北中学生不理想的成绩给学校带来了批评。2007年2月，明尼阿波利斯市议员唐·塞缪尔斯（Don Samuels）建议放火把这所学校给烧了。他认为无法接受让自己的孩子走进这样的一所公立学校，“我已经说过，把北部高中给烧了！我不能让一个72%的学生——通常意味着黑人男孩——都会失败的学校来浪费纳税人的钱，让这样的学校来为我的邻居提供教育。这比学券制还糟糕。如果这（指烧掉该校）能起作用，如果这会牺牲掉整个学校系统，好啊！把这烂货清理掉！它没用！”他的这一建议在社会上引起了轩然大波，受到了严厉的批评。之后塞缪尔斯也为自己的“极端言论”道歉，不过他也表示并不为自己的评论而感到后悔。

## 广播电台
北部社区高中是KBEM-FM的主办地，这是一个由明尼阿波利斯公立学校主控的广播电台。电台于1960年代创立，1983年起作为一个明尼阿波利斯公立学校废除种族隔离制度的倡议而入主北中。广播电台的日常运作均由学生负责，并且每星期还有35个小时的广播节目属于专门为学生提供的课程。约有150名学生参与过电台的工作，其中大部分在北中就读。一般来说，刚开始参与电台工作的都是9年级的学生，之后到了11或12年级时就已经准备好开始进行广播。
KBEM-FM电台会广播由明尼苏达州交通部提供的明尼阿波利斯—圣保罗都会区最新交通状况报告。为此从1989至2005年，明尼苏达州交通部一共付给过电台40万美元，该部门曾打算取消这份合同，但由于公众的要求，州政府决定继续。

## 课外活动
北中提供有多种音乐项目，如包括爵士乐队和管弦乐队在内的多种乐队，并且还有多个合唱团和一个福音唱诗班。其它课外活动包括各种学科竞赛，如国际象棋俱乐部、包括屡获殊荣亚洲俱乐部在内的多个区域性特定俱乐部，辩论和模拟法庭小组，科学俱乐部、学生自治会，另外还有学校报纸和年鉴。学校的数学小组也参加了明尼苏达州高中数学联赛的竞争。

## 体育
北部社区高中是明尼苏达州高中联赛的成员之一，有11个男子和12个女子体育代表队，其中包括美式足球（男子）、摔跤（男子）、网球（男子和女子）、篮球（男子和女子）、棒球（男子）、垒球（女子）、高尔夫球（男子和女子）、足球（男子和女子）、排球（女子）、游泳（男子和女子）、体操（女子）、羽毛球（女子）、冰球（男子和女子） 、越野（男子和女子）、和田径（男子和女子）等。男子和女子代表队均被称为“Polars”，与明尼阿波利斯的所有公立高中一样，北中的所有体育队伍都加入了明尼阿波利斯城市大会，1943和1948年，该校男子田径队赢得了州冠军。

### 篮球
北中的男子篮球队曾在1980年代占主导地位，这支由托尼·奎恩（Tony Queen）执掌的球队在10年里有8年赢得了明尼苏达城市大会联赛的冠军并8次得以参加州锦标赛，其中1980年赢得了州冠军，而1984和1985年均排名亚军。1988年，奎恩由于试图招募篮球运动员加入校队而被停职一年，因为这在明尼苏达州高中联赛的规则里是非法的。之后奎恩也在美国联邦地区法院败诉，1990年，奎恩因与一位1980年代初出生的学生发生性关系而被开除。在1990年代中期，学校的男子篮球队也有过一段辉煌的时期，在新教练克哈里德·艾尔·阿敏的带领下，球队从1995年至1997年连续3年赢得州冠军，追平了州历史纪录，之后还在2003年又一次赢得州冠军。
从1997至2005年，学校的女子篮球队只有一年没能进入州联赛的决赛，1998、1999，2003至2005年球队均赢得了冠军。

## 部分校友
- 法瑞尔·多布斯（Farrell Dobbs，1907-1983），美国社会主义工人党1948-1960年连续4次美国总统选举的总统候选人，托洛斯基主义者，工会成员[49]；
- 威廉·加拉夫（William Gallagher，1875-1946），来自明尼苏达州的前联邦众议员[50]；
- 罗伊·威尔（Roy Wier，1888-1963），来自明尼苏达州的前联邦众议员[51]；
- 弗洛伊德·B·奥尔森，1891-1936），第22任明尼苏达州州长[52][53]；
- 欧文·S·夏皮罗（Irving S. Shapiro，1916-2001），杜邦公司前主席和首席执行官[54][55]，还是一位律师[56]；
- 希德·吉尔曼（英语：Sid Gillman）（1911-2003），专业美式足球运动员、教练[57][58]；
- 安德鲁斯姐妹演唱团体[59]；
- 希德·哈特曼（Sid Hartman），体育记者[60]；
- W·哈瑞·戴维斯（英语：W. Harry Davis），1923-2006），美国民权活动家、业余拳击教练、商人、公民领袖[61][62]；
- 罗伯特·沃恩，演员[1][63]；
- 汤姆·伯纳德（英语：Tom Barnard），电台谈话节目主持人[64]；
- 特瑞·刘易斯（Terry Lewis）、莫里斯·戴（英语：Morris Day）等多位流行乐队成员，音乐家[65]。